# 王寿 (新朝)
王寿（？—21年），新朝宗室，西汉外戚，王莽之孙，王宇次子。

## 生平
汉平帝元始三年（公元3年），王莽将王宇下狱，命他服毒自杀。始建国元年（公元9年），王莽建立新朝，封王宇子六人：王千为功隆公，王寿为功明公，王吉为功成公，王宗为功崇公，王世为功昭公，王利为功著公。王寿的姐妹王妨嫁给衛将軍王興为妻，另一个姐妹嫁给孺子婴。地皇二年（21年），功明公王寿病死，一个月里死了四个宗室。王莽毁坏汉武帝和汉昭帝的祠庙，把子孙分别埋葬在裹面。